# Леттристский Интернационал
Леттристский Интернационал (фр. Internationale lettriste) — парижский коллектив радикальных художников и теоретиков культуры, испытавший сильное влияние троцкизма и коммунизма рабочих советов и просуществовавший в период с 1952 по 1957 год. Он был создан в результате раскола группы Исидора Изу «Леттристы» Ги Дебором и Жилем Дж. Вольманом, к которым присоединились Жан-Луи Брау и Серж Берна. Позднее группа присоединилась к другим в формировании Ситуационистского Интернационала, взяв с собой некоторые ключевые методы и идеи.
Леттристский Интернационал представлял собой пеструю по составу группу писателей, звуковых поэтов, художников, режиссёров, революционеров, богемы, алкоголиков, мелких преступников, сумасшедших, несовершеннолетних девушек и самопровозглашенных неудачников. Летом 1953 года средний возраст участников составлял двадцать лет, а в 1957 году он вырос до двадцати девяти с половиной лет. В их смеси интеллектуализма, протеста и гедонизма — хотя и отличающихся в других отношениях, например, в их полном отказе от духовности — их можно рассматривать как французских коллег американского бит-поколения, особенно в той форме, которую оно приняло в тот же период, то есть до того, как кто-либо из любой группы получил известность, и У них все ещё были приключения, которые легли в основу их более поздних работ и идей.

## История и теория
Леттристский Интернационал был первой отколовшейся фракцией от «Леттристов» Исидора Изу (За ним, в свою очередь, следуют Ультра-Леттристы). Раскол начался, когда «левое крыло» «Леттристов» сорвало пресс-конференцию Чарли Чаплина по поводу его нового фильма «Огни рампы», проходившую в отеле Риц в октябре 1952 года. Они раздавали листовки под названием «Хватит плоскостопия», в которых говорилось: «Жар огней рампы растопил грим так называемой „великой пантомимы“ и обнажил злобного и корыстного старика. Отправляйтесь домой, мистер Чаплин». Изу стремился дистанцироваться от слов, изложенных в этих листовках. Его собственная позиция заключалась в том, что Чаплин заслуживал уважения как один из великих творцов кинематографического искусства. Отколовшаяся группа почувствовала, что Изу больше не актуален, и обернула его собственные слова против него: «Мы оценили важность творчества Чаплина в свое время, но мы знаем, что сегодня новизна кроется в другом» и «истины которые больше не развлекают, становятся ложью». Как они продолжили объяснять, «самым неотложным проявлением свободы является уничтожение идолов».
Хотя на самом деле Леттристский Интернационал был сформирован Ги Дебором и Жилем Дж. Вольманом в июне 1952 года, ещё до инцидента с Чаплином и откола от группы Изу, официально он был создан 7 декабря 1952 года. Четверо подписавших листовку против Чаплина (Дебор и Вольман вместе с Жан-Луи Брау и Сержем Берна) договорились об уставе группы во время визита в Обервилье, где жил отец Брау. Они объявили, что любой, кто сотрудничает с Изу, будет автоматически исключен, даже если это делается в защиту Леттристского Интернационала. Официальная база группы находилась по адресу: Париж, улица Монтань-Сент-Женевьев, 32, впоследствии ставшая официальной базой Ситуационистского Интернационала. Фактически это был адрес бара Tonneau d’Or (фр. Золотая бочка), и действительно, большую часть времени группа проводила за напитками в нескольких барах в Сен-Жермен-де-Пре, главным образом в Chez Moineau (фр. У Муано) на улице Фор или просто гуляла по улицам.
За подобными перемещениями из одного места в другое стояла серьёзная цель. Группа разработала революционную стратегию «dérive» (рус. Дрейф) согласно которой, они бродили по городу в течение нескольких часов, а иногда и дней подряд. Во время их странствий летом 1953 года «неграмотный кабил» предложил им термин «психогеография», чтобы обозначить то, что они видели как модель эмоциональных силовых полей, которые бы пронизывали город. «Dérive» позволил бы им наметить эти силы, и результаты затем могли бы быть использованы в качестве основы для построения системы унитарного урбанизма. Среди их наиболее важных текстов по этим вопросам были «Теория dérive» Дебора и «Формуляр нового урбанизма» Ивана Щеглова. Другой важной технологией, разработанной Леттристским Интернационалом, была технология «détournement» (рус. Угон), техника повторного использования плагиатизированного материала (литературного, художественного, кинематографического и т. д.) для новых и обычно радикальных целей. Определяющим текстом здесь был «Методика détournement», написанный Дебором и Вольманом в 1956 году. Они утверждали: «Необходимо полностью уничтожить любые представления о частной собственности в этой области. Появление новых необходимостей отменяет любую значимость ранее „великих“ работ. Они становятся препятствиями, опасными привычками». Эти методы впоследствии широко использовались ситуационистами. Кроме того, такие характерно ситуационистские концепции, как конструирование ситуаций и вытеснение искусства, были впервые разработаны Леттристским Интернационалом.
В апреле 1953 года Хадж Мохаммед Даху, Шейк Бен Дин и Айт Диафер создали алжирскую секцию Леттристского Интернационала. Базируясь в Орлеансвилле, они сильно пострадали от землетрясения 9 сентября 1954 года, хотя первоначальные сообщения о том, что многие из них погибли, оказались необоснованными. Швейцарская секция была основана в конце 1954 года, но почти сразу же была исключена.
В сентябре 1956 года Вольман представлял Леттристский Интернационал на Всемирном конгрессе художников в Альбе. Этот конгресс был организован членами Международного движения за имажинистский баухауз Асгером Йорном и Пино-Галлицио, и между двумя группами были укреплены важные связи. Сам Вольман вскоре после этого был исключен из Леттристского Интернационала, но оставшиеся члены, Ги Дебор и Мишель Бернштейн впоследствии посетили Козио-ди-Арроша, где 28 июля 1957 года Леттристский Интернационал официально объединился с Международным движением за имажинистский баухауз и Лондонской психогеографической ассоциацией, чтобы сформировать Ситуационистский Интернационал.

## Акции
Помимо протеста против приезда Чарли Чаплина, некоторые из наиболее примечательных акций Леттристского Интернационала включают в себя:
- Попытка Ивана Щеглова взорвать Эйфелеву башню из-за того, что, по его словам, огни башни попадали через окно в его спальню и не давали ему спать по ночам. Впоследствии он был заключен в психиатрическую больницу.
- Легендарное граффити «Ne travaillez jamais!» (рус. Никогда не работай!), начертанное Дебором на стене на углу улиц Мазарини и Сена в 1953 году. Позже этот лозунг вновь появился в мае 1968 года и подытожил дух как Леттристского, так и Ситуационистского Интернационала после них.

Выдержка из письма Жиля Вольмана Жану-Луи Брау от 20 июля 1953 года дает четкое представление о том, чем группа и её единомышленники занимались изо дня в день:
Я вернулся! … Где были вещи, когда ты ушел? Жоэль [Берле] уже давно на свободе, на испытательном сроке. Жан-Мишель [Менсьон] и Фред [Огюст Хоммель] теперь тоже на свободе (за кражу из припаркованных автомобилей—и естественно, в нетрезвом состоянии). Маленькая Элиан [Папай] вышла из под стражи на прошлой неделе после драматического ареста в комнате для прислуги где-то в Венсенне вместе с Жоэлем и Жан-Мишелем; излишне говорить, что они были пьяны и отказались открыться полиции, которая ушла и вернулась с подкреплением. В суматохе они потеряли печать Леттристского Интернационала. Линда [Фрид] ещё не приговорена. Сара (Абуаф) все ещё в исправительной колонии, но её сестра, шестнадцать с половиной лет, заняла её место. Были и другие аресты, за наркотики, кто знает, за что ещё. Это становится очень утомительным. Есть Г [и] — Э [рнест Дебор], который только что провел десять дней в лечебнице, куда его отправили родители после неудачной попытки отравиться газом. Сейчас он вернулся в наш район. Серж [Берна?] должен выйти 12 мая. Позавчера меня по-королевски стошнило возле Муано. Последнее развлечение в этом районе — провести ночь в катакомбах — ещё одна блестящая идея Жоэля. У меня есть много проектов, которые, скорее всего, так и останутся проектами. …
Спустя десятилетия Дебор ностальгически (хотя и несколько двусмысленно) подытожит дух времени в своем «Панегирике» (1989): «между улицами дю Фор и де Бюси, где наша юность так сильно сбилась с пути, как только было выпито несколько стаканов, можно было быть уверенным, что мы никогда не добьемся большего».

## Членство
- Ги Дебор (1931—1994). (в этот период обычно использовал имя" Ги-Эрнест").
- Жиль Дж. Вольман (1929—1995). Исключен в 1957 году.
- Мишель Бернштейн (1932) Вступила в 1954 году.
- Александр Трокки (1925—1984) Вступил в 1955 году.
- Хадж Мохамед Даху (1926—2010) Вступил в 1953 году.
- Иван Щеглов (1933—1998) (также известен как «Жиль Ивен»). Вышел в 1954 году.
- Серж Берна (1925—?) Исключен в 1953 году.
- Патрик Страрам (1934—1984) Вступил в 1953 году, вышел в 1954 году.
- Жан-Мишель Менсьон (1934—2006). Исключен в 1954 году.
- Жан-Луи Брау (1930—1985) (известный как «Бульдог Брау»). Исключен в 1953 году.